# 그 땅의 연인
"그 땅의 연인"은 한국에서 제작된 박종호 감독의 1963년 영화이다. 김석훈 등이 주연으로 출연하였고 백완 등이 제작에 참여하였다.

## 출연

### 주연
- 김석훈
- 엄앵란
- 최지희

## 기타
- 조명: 이기섭
- 미술: 박석인